# Aeropuerto de Ibiza
El Aeropuerto Internacional de Ibiza es un aeropuerto español de Aena que se encuentra a 7,5 km del centro de la ciudad de Ibiza.
Sus coordenadas son 38° 52′ 22″ N, 1° 22′ 23″ E y está situado a una altitud de 6 metros sobre el nivel del mar.
Dispone de una pista de aterrizaje de 2800 metros con orientación 06/24.
Climatológicamente hablando, se encuentra por encima de los mínimos de operación en Categoría I, visibilidad superior a 800 m y altura de la base de nubes superior a 60 m, en un 99,96 % de las ocasiones.
El aeropuerto de Ibiza se caracteriza por la estacionalidad de su demanda y por su carácter eminentemente turístico. También mantiene un tráfico regular interinsular y peninsular muy importante, con viajes concentrados en polos de gestión o de negocio como Barcelona-El Prat, Madrid-Barajas y Palma de Mallorca, y de características constantes en su distribución a lo largo del año.

## Infraestructuras
El aeropuerto dispone:
Zona exterior:

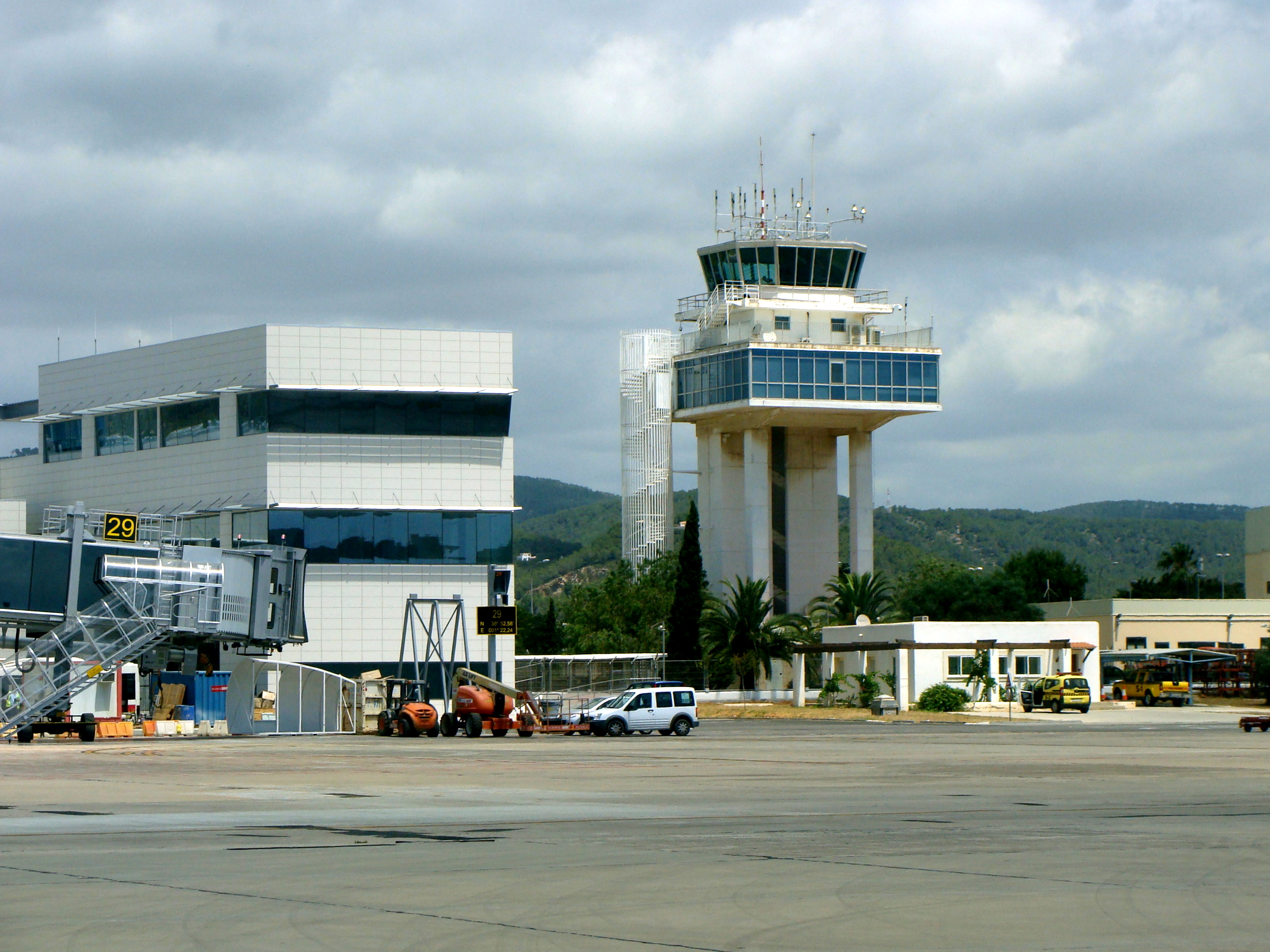

Una zona de aparcamiento con 502 plazas.
Un edificio, con 5 compañías de alquiler de automóviles.
2 andenes para autobuses, con 20 autobuses de capacidad para cada andén en la zona de llegadas, más un andén en la zona de salidas con capacidad para 8 autobuses.
Parada de taxi y línea regular de autobús, que une el aeropuerto con Sant Jordi - Ibiza - Puerto.
En el interior de la terminal:
En la planta baja:
- 7 compañías de alquiler de coches, 2 de ellas fueras del edificio de estacionamiento para coches de alquiler.
- 1 mostrador de información turística.
- 2 bares, uno en la zona de llegadas y otro en la de salidas.
- 1 Farmacia y botiquín
- 1 librería

En la primera planta:
- bares-restaurantes
- tienda de música, tiendas de ropa, 2 tiendas libres de impuestos (The Shop y The Express Shop).

## Plan Director del Aeropuerto de Ibiza
Campo de Vuelo
Las principales actuaciones previstas en el Plan Director del Aeropuerto de Ibiza consisten en la construcción de dos nuevas calles de salida rápida para las operaciones aéreas en cada una de las cabeceras; adecuación de la calle de rodadura paralela como pista de emergencia y la ampliación de la plataforma comercial y de aviación general. Asimismo, se prevé la construcción de un nuevo terminal para aviación general y un helipuerto, la ampliación del edificio terminal de pasajeros y aparcamiento de vehículos y mejora y ampliación de las instalaciones del terminal de carga.
- Habilitación de la calle de rodaje como pista de contingencia.
- Regularización de la franja de pista actual.
- Regularización de la franja de la pista de contingencia y desplazamiento de
obstáculos (cámara de reguladores, VOR).
- Desplazamiento caseta ILS fuera de RESA (área de seguridad de extremo
de pista) y sustitución de estructuras no frangibles.
Plataforma
Unificación y ampliación de las plataformas de Aviación General.
Zona pasajeros
- Aparcamiento en superficie para depósito de vehículos de alquiler (827
plazas)-
- Aparcamiento en superficie para depósito grúa (64 plazas)
- Ampliación de la bolsa de taxis (20 plazas)
- Reposición de viales a parcelas colindantes
- Ampliación carretera de acceso al aeropuerto y accesos interiores
También se prevé un aparcamiento subterráneo, enfrente del Aeropuerto, donde esta actualmente el aparcamiento para el público.
Zona de apoyo a la Aeronave
- Hangar y aparcamiento asociado.
Zona de servicios
- Construcción de un nuevo SEI (Servicio de Extinción de Incendios) en la
misma ubicación que el actual.
- Plataforma de pruebas contraincendios.
- Modificación del trazado de camino perimetral y reubicación del vallado
perimetral.
Zona de aviación general
- Aparcamiento de aeronaves.
Zona de abastecimiento
- Reubicación de instalaciones de agua y butano.
- Nuevo tanque de combustible.
Fuente: AENA

## Códigos internacionales
- Código IATA: IBZ
- Código OACI: LEIB

## Aerolíneas y destinos
Hay gran diferencia entre la temporada de verano y de invierno. En invierno operan pocas compañías y la mayoría de los destinos son nacionales. En verano, debido al turismo, las compañías y destinos aumentan.

### Destinos nacionales
| Ciudades               | Nombre del aeropuerto                          | Aerolíneas                                                |
| España                 | España                                         | España                                                    |
| ---------------------- | ---------------------------------------------- | --------------------------------------------------------- |
| Andalucía              |                                                |                                                           |
| Málaga                 | Aeropuerto de Málaga-Costa del Sol             | Air Nostrum (estacional) / Ryanair / Vueling (estacional) |
| Sevilla                | Aeropuerto de Sevilla                          | Ryanair / Vueling                                         |
| Asturias               |                                                |                                                           |
| Asturias               | Aeropuerto de Asturias                         | Volotea (Estacional)                                      |
| Islas Baleares         |                                                |                                                           |
| Mahón                  | Aeropuerto de Menorca                          | Air Nostrum (estacional)                                  |
| Palma de Mallorca      | Aeropuerto de Palma de Mallorca                | Air Nostrum / Uep!Fly                                     |
| Cantabria              |                                                |                                                           |
| Santander              | Aeropuerto de Santander-Seve Ballesteros       | Vueling (Estacional)                                      |
| Castilla y León        |                                                |                                                           |
| León                   | Aeropuerto de León                             | Air Nostrum (estacional)                                  |
| Cataluña               |                                                |                                                           |
| Barcelona              | Aeropuerto Josep Tarradellas Barcelona-El Prat | Ryanair / Vueling                                         |
| Lérida                 | Aeropuerto de Lérida-Alguaire                  | Air Nostrum (estacional)                                  |
| Galicia                |                                                |                                                           |
| Santiago de Compostela | Aeropuerto de Santiago de Compostela           | Ryanair (estacional)                                      |
| Comunidad de Madrid    |                                                |                                                           |
| Madrid                 | Aeropuerto Adolfo Suárez Madrid-Barajas        | Air Europa / Iberia Express / Ryanair                     |
| País Vasco             |                                                |                                                           |
| Bilbao                 | Aeropuerto de Bilbao                           | Volotea (estacional) / Vueling                            |
| Comunidad Valenciana   |                                                |                                                           |
| Alicante               | Aeropuerto de Alicante-Elche                   | Air Nostrum / Ryanair / Vueling (estacional)              |
| Valencia               | Aeropuerto de Valencia                         | Air Nostrum / Ryanair / Vueling                           |

### Destinos internacionales
| Alemania                  |                                                        | |
| Berlín                    | Aeropuerto de Berlín-Brandeburgo Willy Brandt          | Eurowings (Estacional) / Ryanair (Estacional)                                                                           |
| Colonia                   | Aeropuerto de Colonia/Bonn                             | Eurowings (Estacional)                                                                                                  |
| Düsseldorf                | Aeropuerto Internacional de Düsseldorf                 | Condor (Estacional) / Eurowings (Estacional) / TUIfly (Estacional)                                                      |
| Fráncfort del Meno        | Aeropuerto de Fráncfort del Meno                       | Condor (Estacional) / Discover Airlines (Estacional) / Lufthansa (Estacional)                                           |
| Hahn                      | Aeropuerto de Fráncfort-Hahn                           | Ryanair (Estacional) |
| Hamburgo                  | Aeropuerto de Hamburgo                                 | Eurowings (Estacional)                                                                                                  |
| Hannover                  | Aeropuerto de Hannover                                 | TUIfly (Estacional) |
| Múnich                    | Aeropuerto Internacional de Múnich-Franz Josef Strauss | Condor (Estacional) / Discover Airlines (Estacional)                                                                    |
| Stuttgart                 | Aeropuerto de Stuttgart                                | Eurowings (Estacional)                                                                                                  |
| Austria                   |                                                        | |
| Salzburgo                 | Aeropuerto de Salzburgo                                | Eurowings (Estacional)                                                                                                  |
| Viena                     | Aeropuerto de Viena-Schwechat                          | Austrian Airlines (Estacional) / Ryanair (Estacional)                                                                   |
| Bélgica                   |                                                        | |
| Amberes                   | Aeropuerto de Amberes-Deurne                           | TUI fly Belgium (Estacional)                                                                                            |
| Bruselas                  | Aeropuerto de Bruselas-National                        | Brussels Airlines (Estacional) / TUI fly Belgium (Estacional) / Transavia (Estacional)                                  |
| Charleroi                 | Aeropuerto de Bruselas-Charleroi                       | Ryanair (Estacional) |
| Ostende                   | Aeropuerto de Ostende-Brujas                           | TUI fly Belgium (Estacional)                                                                                            |
| Dinamarca                 |                                                        | |
| Copenhague                | Aeropuerto de Copenhague-Kastrup                       | SAS (Estacional) |
| Francia                   |                                                        | |
| Beauvais                  | Aeropuerto de Beauvais-Tillé                           | Ryanair (Estacional) |
| Burdeos                   | Aeropuerto de Burdeos-Mérignac                         | easyJet Europe (Estacional)                                                                                             |
| Lyon                      | Aeropuerto de Lyon-Saint Exupéry                       | easyJet Europe (Estacional)                                                                                             |
| Marsella                  | Aeropuerto de Marsella-Provenza                        | Air Nostrum (Estacional) / Ryanair (Estacional)                                                                         |
| Nantes                    | Aeropuerto de Nantes Atlantique                        | easyJet Europe (Estacional)                                                                                             |
| Niza                      | Aeropuerto de Niza                                     | Air Nostrum (Estacional) / easyJet Europe (Estacional)                                                                  |
| París                     | Aeropuerto de París-Charles de Gaulle                  | Air France (Estacional)                                                                                                 |
| París                     | Aeropuerto de París-Orly                               | Transavia (Estacional) / Vueling                                                                                        |
| Toulouse                  | Aeropuerto de Toulouse-Blagnac                         | Ryanair (Estacional) |
| Grecia                    |                                                        | |
| Atenas                    | Aeropuerto Internacional Eleftherios Venizelos         | Aegean Airlines (Estacional)                                                                                            |
| Irlanda                   |                                                        | |
| Dublín                    | Aeropuerto de Dublín                                   | Ryanair (Estacional) |
| Irlanda del Norte         |                                                        | |
| Belfast                   | Aeropuerto Internacional de Belfast                    | easyJet (Estacional) / Jet2.com (Estacional)                                                                            |
| Isla de Man               |                                                        | |
| Isla de Man               | Aeropuerto de la Isla de Man                           | British Airways (Chárter Estacional)                                                                                    |
| Italia                    |                                                        | |
| Bari                      | Aeropuerto de Bari-Palese                              | Ryanair (Estacional) |
| Bérgamo                   | Aeropuerto de Bérgamo-Orio al Serio                    | Neos (Estacional) / Ryanair (Estacional)                                                                                |
| Bolonia                   | Aeropuerto de Bolonia                                  | Neos (Estacional) / Ryanair (Estacional)                                                                                |
| Bolzano                   | Aeropuerto de Bolzano                                  | SkyAlps (Estacional) |
| Milán                     | Aeropuerto de Milán-Linate                             | easyJet Europe (Estacional) / ITA Airways (Estacional)                                                                  |
| Milán                     | Aeropuerto de Milán-Malpensa                           | easyJet Europe (Estacional) / Neos (Estacional) / Vueling (Estacional)                                                  |
| Nápoles                   | Aeropuerto de Nápoles-Capodichino                      | easyJet Europe (Estacional)                                                                                             |
| Pisa                      | Aeropuerto de Pisa                                     | Ryanair (Estacional) |
| Roma                      | Aeropuerto de Roma-Fiumicino                           | ITA Airways (Estacional) / Neos (Estacional) / Ryanair (Estacional) / Vueling (Estacional) / Wizz Air (Estacional)      |
| Treviso                   | Aeropuerto de Sant'Angelo Treviso                      | Ryanair (Estacional) |
| Turín                     | Aeropuerto de Turín-Caselle                            | Ryanair (Estacional) |
| Verona                    | Aeropuerto de Verona-Villafranca                       | Neos (Estacional) |
| Luxemburgo                |                                                        | |
| Luxemburgo                | Aeropuerto de Luxemburgo Findel                        | Luxair (Estacional) |
| Noruega                   |                                                        | |
| Oslo                      | Aeropuerto de Oslo-Gardermoen                          | Norwegian (Estacional)                                                                                                  |
| Países Bajos              |                                                        | |
| Ámsterdam                 | Aeropuerto de Ámsterdam-Schiphol                       | easyJet Europe (Estacional) / KLM (Estacional) / Transavia / TUI Airlines Nederland (Estacional) / Vueling (Estacional) |
| Eindhoven                 | Aeropuerto de Eindhoven                                | Ryanair (Estacional) / Transavia                                                                                        |
| Róterdam                  | Aeropuerto de Róterdam-La Haya                         | Transavia (Estacional)                                                                                                  |
| Portugal                  |                                                        | |
| Lisboa                    | Aeropuerto de Lisboa Humberto Delgado                  | TAP Air Portugal (Estacional) / Vueling (Estacional)                                                                    |
| Oporto                    | Aeropuerto de Oporto-Francisco Sá Carneiro             | easyJet Europe (Estacional) / Ryanair (Estacional) / Vueling (Estacional)                                               |
| Reino Unido               |                                                        | |
| Birmingham                | Aeropuerto de Birmingham                               | Jet2.com (Estacional) / Ryanair (Estacional) / TUI Airways (Estacional)                                                 |
| Bournemouth               | Aeropuerto de Bournemouth                              | Jet2.com (Estacional) / TUI Airways (Estacional)                                                                        |
| Brístol                   | Aeropuerto Internacional de Brístol                    | easyJet (Estacional) / Jet2.com (Estacional) / Ryanair (Estacional) / TUI Airways (Estacional)                          |
| Cardiff                   | Aeropuerto de Cardiff                                  | TUI Airways (Estacional)                                                                                                |
| Edimburgo                 | Aeropuerto de Edimburgo                                | Jet2.com (Estacional) / Ryanair (Estacional)                                                                            |
| Exeter                    | Aeropuerto de Exeter                                   | TUI Airways (Estacional)                                                                                                |
| Glasgow                   | Aeropuerto Internacional de Glasgow                    | Jet2.com (Estacional) / TUI Airways (Estacional)                                                                        |
| Leeds                     | Aeropuerto de Leeds-Bradford                           | Jet2.com (Estacional) / Ryanair (Estacional)                                                                            |
| Liverpool                 | Aeropuerto de Liverpool-John Lennon                    | Jet2.com (Estacional) / Ryanair                                                                                         |
| Londres                   | Aeropuerto de Londres-City                             | British Airways |
| Londres                   | Aeropuerto de Londres-Heathrow                         | British Airways (Estacional)                                                                                            |
| Londres                   | Aeropuerto de Londres-Gatwick                          | British Airways (Estacional) / easyJet (Estacional) / TUI Airways (Estacional)                                          |
| Londres                   | Aeropuerto de Londres-Luton                            | easyJet (Estacional) / Jet2.com (Estacional)                                                                            |
| Londres                   | Aeropuerto de Londres-Stansted                         | British Airways (Estacional) / Jet2.com (Estacional) / Ryanair (Estacional) / TUI Airways (Estacional)                  |
| Mánchester                | Aeropuerto de Mánchester                               | easyJet (Estacional) / Jet2.com (Estacional) / Ryanair (Estacional) / TUI Airways (Estacional)                          |
| Newcastle                 | Aeropuerto de Newcastle upon Tyne                      | Jet2.com (Estacional) / Ryanair (Estacional) / TUI Airways (Estacional)                                                 |
| Norwich                   | Aeropuerto Internacional de Norwich                    | TUI Airways (Estacional)                                                                                                |
| Nottingham                | Aeropuerto de East Midlands                            | Jet2.com (Estacional) / TUI Airways (Estacional)                                                                        |
| Rumania                   |                                                        | |
| Bucarest                  | Aeropuerto Internacional de Bucarest-Henri Coandă      | Animawings (Estacional)                                                                                                 |
| Suecia                    |                                                        | |
| Estocolmo                 | Aeropuerto de Estocolmo-Arlanda                        | SAS (Estacional) |
| Suiza                     |                                                        | |
| Ginebra                   | Aeropuerto de Ginebra                                  | Air Nostrum (Estacional) / \| easyJet Switzerland (Estacional) / Swiss (Estacional)                                     |
| Zúrich                    | Aeropuerto Internacional de Zúrich                     | Condor (Estacional) / Edelweiss Air (Estacional)                                                                        |
| Suiza Francia Alemania    |                                                        | |
| Basilea/Mulhouse/Friburgo | Aeropuerto de Basilea-Mulhouse-Friburgo                | easyJet Switzerland (Estacional)                                                                                        |

## Comunicaciones
Antiguamente la principal vía de comunicación del aeropuerto con el resto de la isla era la carretera PM-801 que unía el aeropuerto con la ciudad de Ibiza. En 2007 fue reformada y ampliada como autovía, pasando a denominarse E-20. También se puede acceder a través de la carretera PM-803 (Ibiza-San José), desviándose en el punto kilométrico 4.
Existe una línea regular de autobuses (línea 10) que une el aeropuerto con la ciudad de Ibiza con una periodicidad de media hora en verano y una hora en invierno. Durante la temporada de verano, pasa cada 20 minutos (pero con un mayor coste) y en invierno se mantiene la hora.
Se puede acceder a la terminal en taxi, desde cualquier punto de la Isla. El aeropuerto cuenta con una parada interior de taxis y unidades adaptadas para personas con movilidad reducida.
El aeropuerto cuenta con 7 empresas de alquiler de coches, 5 de ellas operan dentro del aeropuerto (junto al vestíbulo de la zona de llegadas) mientras que las otras 2 empresas operan desde el aparcamiento de la terminal por problemas de espacio. Es por ello que una las bases del plan director para el aeropuerto incluye construir más de 800 plazas de aparcamiento para estos vehículos de alquiler.

## Historia
Hasta la guerra civil española no hay ninguna zona de la isla habilitada como aeródromo. Por necesidades de la guerra se habilita la zona de Es Codolar como aeródromo militar eventual. Tras finalizar la guerra, este aeródromo quedaría como instalación de emergencia.
El 13 de agosto de 1949 el aeropuerto de Es Codolar se abre al tráfico civil nacional e internacional, aunque debido a las escasas instalaciones debe ser cerrado dos años más tarde.
En 1954 se inicia el estudio y expropiaciones para mejorar el aeródromo. En noviembre de 1958 empiezan las obras para ampliar el aeropuerto y adecuarlo a los nuevos tiempos, arreglándose los barracones para dar servicios aeroportuarios y una sala de viajeros.
El 1 de abril de 1958 empiezan las primeros vuelos regulares Ibiza-Palma e Ibiza-Barcelona con la compañía Aviaco. En julio del mismo año Iberia inaugura sus rutas a Valencia y Barcelona. Más tarde la ruta de Valencia se continúa hasta Madrid.
En verano de 1960 se inicia la construcción de la pista de vuelo y la instalación de una torre de control que se había desmotado del aeropuerto de Palma de Mallorca.
En 1961 se expropian los terrenos colindantes para ampliar el aeropuerto. En el mes de octubre se abre oficialmente el aeropuerto para el tráfico nacional clasificándolo como de tercera categoría.
En 1962 se amplía la pista de vuelo, que tiene que volver a alargarse en 1964. En 1964 se instala un radiogoniómetro en la torre de control y se baliza la pista de vuelo. También este año se iluminan las plataformas de estacionamiento. Además se empieza la construcción de una terminal de pasajeros.
El 15 de julio de 1966 se abre oficialmente el aeropuerto al tráfico internacional. Esto permite la clasificación del aeropuerto como de primera categoría.
En 1971 se inician las obras para ampliar la zona de aeronaves (aparcamientos, rodaduras, etc.). En 1973 se terminan las obras de una nueva terminal de pasajeros, dejándose la anterior para la administración aeroportuaria.
En la década de los 70 se mejora el aeropuerto para la recepción de los Boeing 747: ampliación de las plataformas de estacionamiento; construcción de un nuevo acceso a la terminal; y adaptación del campo de vuelos.
En 1985 se termina una remodelación de la terminal de pasajeros y en 1988 se amplía en número de estacionamientos para aeronaves.
En 2002 se amplía la zona de facturación y llegadas. En 2004 se habilita un aparcamiento de coches de alquiler, que hasta ese momento ocupaban plazas del aparcamiento general.
En 2013 finaliza una significativa ampliación de la terminal de pasajeros (creciendo el terminal en metros longitudinal y transversalmente), transfiriéndose las oficinas de personal de AENA del bloque técnico (antigua terminal - ahora de aviación general) a la nueva terminal.
En 2018 concluye la nueva distribución y acceso a filtros de seguridad
Durante 2018-2021 están ejecutándose ampliaciones de plataformas y diversas obras en el lado aire (más estacionamientos para aeronaves de aviación general, aviación comercial, helicópteros, nuevas calles de salida rápida)
En 2020 comienzan las obras de ampliación del aparcamiento de pago de la terminal, paralizándose al encontrarse restos arqueológicos en las excavaciones. Se retoman en 2022 las obras con las cuales se pretende aumentar en 1000 plazas el aparcamiento del aeropuerto, dividiéndolas en 2 módulos nuevos de 2 plantas cada módulo con una capacidad de 250 vehículos por planta.
En 2022 se comienza a renovar el edificio principal de la terminal, dotándolo de suelos completamente nuevos. Esta ampliación se realiza por fases en las que, de momento, se ha finalizado la instalación del nuevo suelo en la zona de llegadas de la planta baja y en el filtro de seguridad y zona no-Schengen del primer piso. 

## Medio ambiente
El aeropuerto de Ibiza está dentro del parque natural de Ses Salines de Ibiza y Formentera, por lo que la gestión del aeropuerto debe ser rigurosa en temas medioambientales. En junio de 2001 el aeropuerto consigue la certificación ISO 14001. Esta normativa obliga a fijar objetivos de mejora medioambiental, por lo que, en teoría, el aeropuerto debería ser cada vez más eficiente (medioambientalmente hablando).
Las instalaciones disponen de un servicio de control de fauna basado en el uso de aves rapaces para controlar la fauna de forma natural. La finalidad es mantener despejado de aves el recinto aeroportuario y controlar cualquier tipo de animal que pueda suponer algún riesgo para los equipos de tierra o instalaciones aeroportuarias, de forma que se garantice la seguridad de las aeronaves y del personal de tierra.
Además de su comprobada y natural eficacia, este servicio tiene una serie de ventajas, como no alterar el ecosistema del aeropuerto, no molestar en el funcionamiento habitual del mismo, no contaminar y, sobre todo, una fiabilidad óptima ya que, al contrario de los demás métodos, las aves nunca se acostumbran a la presencia de sus depredadores naturales.

### Energía
El aeropuerto de Ibiza dispone de una central eléctrica propia, que recibe el suministro de energía eléctrica en alta tensión a través de GESA, y lo transforma en baja tensión por medio de más de diez subestaciones, distribuidas por todo el aeropuerto.

### Agua
El suministro de agua del aeropuerto de Ibiza se lleva a cabo mediante captación y suministro propio de aguas subterráneas obtenidas con pozos. La distribución se realiza a través de cuatro redes separadas: agua potable, contraincendios, fluxores y riego. El agua para consumo humano se potabiliza mediante una planta de ósmosis inversa.
Las aguas residuales, generadas por el uso sanitario, se canalizan hasta una planta depuradora biológica propia del aeropuerto para su tratamiento. Posteriormente, se utilizan para riego subterráneo de los jardines del aeropuerto.
El aeropuerto realiza una estricta vigilancia de la calidad de las aguas depuradas mediante controles periódicos del afluente y de las aguas receptoras. Estos controles se reflejan en un plan de vigilancia que permite un seguimiento continuado.
La utilización de estas aguas depuradas para riego de jardines supone un ahorro considerable de agua de las captaciones

### Residuos
Los residuos especiales aeroportuarios se centralizan en un único punto de manipulación y almacenamiento. De esta forma se mejora su gestión.
Los tipos de residuos generados en el aeropuerto se dividen en tres tipos: los no especiales, es decir, los Residuos Sólidos Urbanos (basuras); los inertes, aquellos cuya composición no altera el medio (papel y cartón, vidrio); y los especiales, que necesitan una gestión especial en cada caso.
Los principales residuos que se recogen en dicha planta son: aceites residuales, bombillas y fluorescentes, neumáticos, pilas, baterías, botes metálicos o de plástico que han contenido residuos especiales, trapos y absorbentes sucios de aceite o hidrocarburos, restos de pinturas, disolventes, etc.
El aeropuerto también promueve el reciclaje de ciertos residuos, con el objetivo de disminuir el volumen que se elimina en vertedero.

## Tráfico y estadísticas
En la siguiente tabla se muestra la evolución del tráfico de pasajeros:
|                               |
| Actualizado en agosto de 2021 |

|      | Pasajeros | Crecimiento · Decrecimiento | Operaciones | Crecimiento · Decrecimiento | Carga (toneladas) | Crecimiento · Decrecimiento |
| ---- | --------- | --------------------------- | ----------- | --------------------------- | ----------------- | --------------------------- |
| 2000 | 4,475,708 | -                           | 52,544      | -                           | 4,985             | -                           |
| 2001 | 4,472,279 | 0,1%                        | 52,079      | 0,9%                        | 4,531             | 9,1%                        |
| 2002 | 4,094,446 | 8,5%                        | 48,344      | 7,2%                        | 4,426             | 2,3%                        |
| 2003 | 4,157,291 | 1,5%                        | 47,990      | 0,7%                        | 4,232             | 4,4%                        |
| 2004 | 4,171,580 | 0,3%                        | 48,798      | 1,7%                        | 4,510             | 6,6%                        |
| 2005 | 4,164,703 | 0,2%                        | 49,603      | 1,6%                        | 4,350             | 3,6%                        |
| 2006 | 4,460,141 | 7,1%                        | 54,146      | 9,2%                        | 4,427             | 1,8%                        |
| 2007 | 4,765,625 | 6,8%                        | 57,855      | 6,8%                        | 4,308             | 2,7%                        |
| 2008 | 4,647,487 | 2,5%                        | 57,235      | 1,1%                        | 3,928             | 8,8%                        |
| 2009 | 4,572,819 | 1,6%                        | 53,552      | 6,4%                        | 3,143             | 20,0%                       |
| 2010 | 5,040,800 | 10,2%                       | 56,988      | 6,4%                        | 3,196             | 4,7%                        |
| 2011 | 5,643,180 | 12,0%                       | 61,768      | 8,4%                        | 2,755             | 8,0%                        |
| 2012 | 5,555,048 | 1,6%                        | 57,738      | 6,5%                        | 2,316             | 15,9%                       |
| 2013 | 5,726,579 | 3,1%                        | 56,304      | 2,5%                        | 2,190             | 5,4%                        |
| 2014 | 6,212,198 | 8,5%                        | 60,142      | 6,8%                        | 2,021             | 7,7%                        |
| 2015 | 6,477,283 | 4,3%                        | 64,612      | 7,4%                        | 2,023             | 0,1%                        |
| 2016 | 7,416,368 | 14,5%                       | 72,503      | 12,2%                       | 1,831             | 9,3%                        |
| 2017 | 7,903,892 | 6,6%                        | 75,691      | 4,4%                        | 1,747             | 4,8%                        |
| 2018 | 8,104,316 | 2,5%                        | 76,995      | 1,7%                        | 1,616             | 7,4%                        |
| 2019 | 8,155,635 | 0,6%                        | 75,378      | 2,1%                        | 1,435             | 11,2%                       |
| 2020 | 2,110,348 | 74,1%                       | 33,185      | 56,0%                       | 1,053             | 26,6%                       |
| 2021 | 4,851,941 | 129,9%                      | 61,612      | 85,7%                       | 1,027             | 2,5%                        |
| 2022 | 8,156,708 | 68,1%                       | 80,723      | 31,0%                       | 1,147             | 11,7%                       |
| 2023 | 8,931,598 | 9,5%                        | 82,803      | 2,6%                        | 993               | 13,4%                       |
| 2024 | 9,069,410 | 1,5%                        | 83,049      | 0,3%                        | 860               | 13,4%                       |

### Rutas más importantes
| Rank                                  | Destino                | Pasajeros | Crecimiento · Decrecimiento |
| ------------------------------------- | ---------------------- | --------- | --------------------------- |
| 1                                     | Barcelona              | 1,259,044 | 1,4%                        |
| 2                                     | Madrid                 | 961,371   | 2,7%                        |
| 3                                     | Palma de Mallorca      | 579,829   | 5,4%                        |
| 4                                     | Valencia               | 349,062   | 2,2%                        |
| 5                                     | Málaga                 | 181,846   | 4,9%                        |
| 6                                     | Alicante               | 176,450   | 27,5%                       |
| 7                                     | Sevilla                | 136,137   | 7,4%                        |
| 8                                     | Bilbao                 | 109,644   | 11,6%                       |
| 9                                     | Santiago de Compostela | 22,409    | 1,0%                        |
| 10                                    | Asturias               | 11,150    | 17,3%                       |
| Fuente: Estadísticas de tráfico aereo |                        |           |                             |

| Rank                                  | Destino            | Pasajeros | Crecimiento · Decrecimiento |
| ------------------------------------- | ------------------ | --------- | --------------------------- |
| 1                                     | Ámsterdam          | 314,806   | 4,8%                        |
| 2                                     | Londres-Gatwick    | 301,751   | 3,2%                        |
| 3                                     | Mánchester         | 300,979   | 3,5%                        |
| 4                                     | París-Orly         | 246,718   | 2,7%                        |
| 5                                     | Londres-Stansted   | 223,741   | 3,9%                        |
| 6                                     | Milán-Malpensa     | 221,943   | 10,2%                       |
| 7                                     | Roma-Fiumicino     | 168,937   | 2,9%                        |
| 8                                     | Bérgamo            | 160,130   | 8,8%                        |
| 9                                     | Düsseldorf         | 156,782   | 24,9%                       |
| 10                                    | Eindhoven          | 155,181   | 17,5%                       |
| 11                                    | Birmingham         | 137,381   | 2,2%                        |
| 12                                    | Brístol            | 125,391   | 1,2%                        |
| 13                                    | Bruselas           | 111,965   | 10,4%                       |
| 14                                    | Newcastle          | 111,068   | 3,1%                        |
| 15                                    | Nápoles            | 110,798   | 7,9%                        |
| 16                                    | Fráncfort del Meno | 110,086   | 22,2%                       |
| 17                                    | Múnich             | 108,467   | 0,1%                        |
| 18                                    | Ginebra            | 100,686   | 20,8%                       |
| 19                                    | Londres-Heathrow   | 100,453   | 11,5%                       |
| 20                                    | Bolonia            | 98,104    | 22,2%                       |
| Fuente: Estadísticas de tráfico aereo |                    |           |                             |